# Kvarkenskij rajon
Il Kvarkenskij rajon (in russo Кваркенский район?) è un rajon dell'Oblast' di Orenburg, nella Russia europea. Istituito nel 1927, il capoluogo è Kvarkeno.